# Victor Juffo
Nildo Victor Juffo (Guaçuí, 24 febbraio 1993) è un calciatore brasiliano, centrocampista svincolato.

## Carriera
Il 1º luglio 2017 viene acquistato a titolo definitivo dalla squadra albanese del Flamurtari Valona.

## Palmarès

### Club

#### Competizioni nazionali
- Coppa di Macedonia: 1

Škendija: 2015-2016